# خشنية منجلية
الخشنية المنجلية نوع نباتي ينتمي إلى جنس الخشنية من الفصيلة الحوذانية. هذا الجنس سام.